# Bubacarr Sanneh
Bubacarr Sanneh (Banjul, 14 de noviembre de 1994) es un futbolista gambiano que juega de defensa en el F. K. Zvijezda 09 de la Liga Premier de Bosnia y Herzegovina.

## Selección nacional
Sanneh es internacional con la selección de fútbol de Gambia desde 2012. Marcó su primer gol con la selección el 9 de octubre de 2019, en un partido de clasificación para la Copa Africana de Naciones de 2021 frente a la selección de fútbol de Yibuti.

## Clubes
| Club                    | País                 | Año       |
| ----------------------- | -------------------- | --------- |
| Real de Banjul          | Gambia               | 2012-2015 |
| AC Horsens (cedido)     | Dinamarca            | 2014-2015 |
| AC Horsens              | Dinamarca            | 2015-2017 |
| F. C. Midtjylland       | Dinamarca            | 2017-2018 |
| R. S. C. Anderlecht     | Bélgica              | 2018-2021 |
| Göztepe S. K. (cedido)  | Turquía              | 2019-2020 |
| K. V. Oostende (cedido) | Bélgica              | 2020      |
| Aarhus GF (cedido)      | Dinamarca            | 2021      |
| SønderjyskE             | Dinamarca            | 2022      |
| F. K. Zvijezda 09       | Bosnia y Herzegovina | 2023-     |